# Falkenberg (Suède)
Pour les articles homonymes, voir Falkenberg.
Falkenberg est une ville de l'ouest de la Suède, qui se situe dans le comté de Halland. En 2018, la ville de Falkenberg compte 28 357 habitants. La principale industrie de la ville est celle de l'industrie alimentaire. Le nom de la ville viendrait de falk (« faucon » en suédois), ce qui explique l'emblème de la ville, qui est le faucon. Le bourg ressemble aux petites villes de campagne suédoise : rue pavée, maisons de bois, etc. Le Tullbron (le pont à péage) qui traverse la rivière Ätran est une fierté architecturale de la ville.
Le autoroute E6/E20 et le chemin de fer Västkustbanan relie la ville au reste de la côte ouest. La route de comté 150, 153 et 154 reliant la ville avec l'arrière-pays.

## Histoire
Au cours de la période des grandes invasions et l'Âge de Vendel, il y avait plusieurs endroits stratégiques dans l'hinterland de la ville : Stafsinge, Slöinge, Köinge, Abild/Vessige et Asige. La zone autour de Stafsinge et Falkenberg gagnoit en importance environ 900, tandis que l'autre remonte. Cela s'est produit en même temps que la dynastie de Jelling unit le Danemark et revendiquait la région.
Les premières mentions de Falkenberg datent de la fin du XIIIe siècle. L'église Saint-Laurent y est construite vers 1300. La ville est nommée ainsi d'après un fort qu'un roi danois fit construire. Engelbrekt Engelbrektsson détruisit le fort en 1434. La ville devint suédoise par le traité de Brömsebro en 1645, comme le reste du comté.
Le Tullbron est construit entre 1756 et 1761. La mairie de Falkenberg est achevée en 1826, mais d'autres ont été avant. Au cours de la seconde moitié du XIXe siècle, la ville connait des améliorations de liaison avec le monde extérieur, à la fois par bateau à vapeur et par train. La ville avait une connexion télégraphique en 1866 ainsi qu'une connexion téléphonique en 1894.

## Géographie
Falkenberg se trouve au bord de la mer, entre Varberg (au Nord) et Halmstad (au Sud). En été, la ville reçoit la visite de nombreux touristes attirés par le bord de mer (quasi sauvage à certains endroits) et les possibilités de baignade.

### Quartiers
- Arvidstorp
- Falkagård
- Gamla stan
- Herting
- Hjortsberg
- Näset
- Skogstorp
- Slätten
- Stafsinge
- Tröingeberg
- Västra gärdet
- Östra gärdet

## Démographie
| Année               | 1570 | 1610 | 1650 | 1690 | 1730 | 1770 | 1810 | 1850 | 1854 | 1890  | 1910  | 1930  | 1950  | 1970   | 1995   | 2000   | 2005   |
| Population          | 243  | 277  | 340  | 388  | 677  | 551  | 636  | 953  | 941  | 1 760 | 4 452 | 5 604 | 8 667 | 13 476 | 18 308 | 18 580 | 18 972 |
| Source : CyberCity. |      |      |      |      |      |      |      |      |      |       |       |       |       |        |        |        |        |

## Politique
Le Parti modéré de rassemblement a été le plus grand parti dans la ville jusqu'en 1931, après quoi les sociaux-démocrates sont devenus dominants. Ils ont gagné une majorité dans toutes les élections entre 1938 et 1966, à l'exception de l'élection de 1946. Même après la fusion municipale, la ville a été un bastion des sociaux-démocrates. La municipalité est en contraste avec la ville gouvernée par le centre droit, sauf pour la période 1994-98.
| Année      | Maire                              |
| ---------- | ---------------------------------- |
| 1444       | Herman Röde                        |
| 1446       | Peder Bengtsen                     |
| Avant 1592 | Carl Jacobsen                      |
| 1658-1664  | Mickel Lauritzsson                 |
| 1664-1680  | Johan Larsson                      |
| 1680-1686  | Antonius (Tönnis) Gertsson Lubinus |
| 1686-1705  | Hans Gertsson Lubinus              |
| 1705-1709  | Germund Skeppsgård                 |
| 1709-1730  | Gustav Dahlberg                    |
| 1730-1748  | Söhren Söhrensson                  |
| 1748-1767  | Johan Falckman                     |
| 1767-1776  | Arvid N. Boman                     |
| 1776-1795  | Peter Wallin                       |
| 1795-1826  | Johan Lagergren                    |
| 1826-1853  | Lars Bergström                     |
| 1853-1912  | Anders Magnus Lundberg             |
| 1912-1932  | Bernt Wilmer Bengtsen              |

## Sport
Le club de football Falkenbergs FF joue actuellement (2021) en Championnat de Suède de football de deuxième division (Superettan). Le club de volley-ball Falkenbergs VBK était les tenants du titre du championnat de Suède de volley-ball en 2007, 2008, 2009, 2011, 2014 et 2016. Le club de tennis de table Falkenbergs BTK a gagné le championnat de Suède de tennis de table dix fois

## Entreprises
- 2Entertain
- Hallands Nyheter
- Törngrens krukmakeri

## Personnalités liées à la ville
- Pär Zetterberg
- Sonic Syndicate